# Betametazon
Betametazon – organiczny związek chemiczny z grupy glikokortykosteroidów. Stosowany jako lek hormonalny o silnym działaniu przeciwzapalnym. Zmniejsza obrzęki, nie zatrzymuje sodu ani wody w organizmie. Biologiczny okres półtrwania wynosi 5 godzin.

## Wskazania
- zmiany skórne
- reumatoidalne zapalenie stawów
- niewydolność kory nadnerczy
- choroby autoimmunologiczne
- choroby tkanki łącznej
- niedokrwistość
- obrzęk mózgu
- alergie
- zapobieganie zespołowi zaburzeń oddychania

## Przeciwwskazania
- nadwrażliwość na lek
- grzybica narządowa
- choroby zakaźne i wirusowe
- gruźlica
- jaskra
- choroby psychiczne
- niewydolność nerek
- choroba wrzodowa żołądka lub dwunastnicy
- cukrzyca

## Działania niepożądane
- nadmierne gromadzenie się tkanki tłuszczowej w okolicy szyi, ramion i na twarzy (zespół Cushinga)
- zwiększenie masy ciała
- owrzodzenia przewodu pokarmowego
- wzdęcia
- zaparcia
- nadmierne owłosienie
- trądzik i łojotok
- nadciśnienie tętnicze
- cukrzyca
- zaburzenia cyklu miesiączkowego
- nudności
- wymioty
- bóle głowy
- senność
- stany pobudzenia i euforii
- skłonność do zakrzepów i zatorów w naczyniach krwionośnych
- wzrost zagrożenia zakażeniami

## Preparaty
Lek dostępny jest w postaci kremów, maści i roztworów do iniekcji. Przykładowe preparaty to Beloderm, Celestone, Diprolene, Diprosone i Kuterid.

## Dawkowanie
Dawkę i częstotliwość stosowania leku ustala lekarz. Zwykle w przypadku kremu bądź maści należy nanosić ich niewielką ilość na miejsca chorobowo zmienione. Leczenie nie powinno trwać dłużej niż 4 tygodnie.